# Rattus norvegicus
Rattus norvegicus (Berkenhout, 1769),  ratazana (ou ainda guabiru ou gabiru em algumas regiões do Brasil), é uma espécie de roedor originária do leste da Ásia (norte da China e Mongólia), mas actualmente naturalizada em quase todas as regiões povoadas do planeta, sendo a mais comum e conhecida de todas as espécie de ratos. Sendo uma das mais corpulentas espécies murinas, tem pelagem cinzento-acastanhada a acastanhada, até 25 cm de comprimento corporal e uma cauda com sensivelmente o mesmo comprimento do corpo. O macho pesa até 350 gramas, e uma ratazana fêmea, até 250 g, é considerada a espécie de mamífero com mais sucesso do planeta, após os humanos. Ocorrendo em pequenos grupos, compostos por um macho e várias fêmeas, constrói abrigos em galerias subterrâneas escavadas no solo ou no interior de condutas, cavidades e outros espaços confinados em paredes e outras estruturas construídas. A criação selectiva da espécie produziu o rato de laboratório, um organismo modelo na investigação biológica, bem como diversas raças de ratazanas de estimação.

## Descrição
R. norvegicus é a mais corpulenta das espécies que integram o género Rattus, o mais diverso dos grupos taxonómicos de verdadeiros murídeos. Em média os espécimes pesam o dobro de um rato-preto,Rattus rattus, a outra espécie de ratazana comum em habitações humanas.
Com pelagem áspera de coloração acastanhada a cinzenta, mais clara ou mesmo esbranquiçada na zona ventral, os animais adultos apresentam comprimento corporal entre 20 a 25 cm, a que acresce uma cauda com 18 a 25 cm de comprimento, pouco mais curta ou sensivelmente igual ao corpo. As orelhas são pequenas, a pele áspera e os pés apresentam curtas membranas interdigitais.
Os machos adultos pesam em média 350 g e as fêmeas cerca de 250 g, mas têm sido reportados indivíduos excepcionalmente grandes, com pesos de até 900-1000 g. Estes espécimes anormalmente pesados apenas ocorrem em situações excepcionais de disponibilidade de alimento e em ambiente doméstico. Descrições de ratazanas que atingem o tamanho de gatos são claramente exageradas ou resultam de confusão com outras espécies de roedores, nomeadamente com a nutria ou o rato-almiscarado. Na realidade, é comum que as ratazanas adultas que vivem sujeitas à competição intra-específica pesem menos, por vezes consideravelmente, de 300 g.
R. norvegicus é dotado de uma excelente capacidade auditiva, são sensíveis aos ultrassons e possuem um sistema olfactivo muito desenvolvido, com um olfacto sensível a uma vasta gama de cheiros. O ritmo cardíaco médio é de 300 a 400 batidas por minuto, com um ritmo respiratório de cerca de 100 ciclos por minuto. A acuidade visual das ratazanas é pobre, cerca de 20/600 para os exemplares pigmentados, enquanto nos espécimes albinos, desprovidos de melanina nos olhos, é de 20/1200 com grande dispersão da luz no campo de visão. Estes animais são dicrómatos, apenas capazes de perceber as cores da mesma maneira que os humanos com  daltonismo, e a sua saturação da cor pode ser bastante baixa. No entanto, a sua percepção do azul está enriquecida com receptores de radiação ultravioleta, o que lhes permite ver numa banda em que a maioria das espécies de mamíferos é cega.
A espécie tem um ciclo estral de cinco dias, com uma gestação de apenas vinte e quatro, da qual nascem geralmente oito crias. Ocorre, então, um novo ciclo cerca de dezoito horas depois do parto e outros filhotes nascem ao final do desmame da primeira ninhada, que se dá aos vinte e um dias. Os recém-nascidos abrem os olhos aos quinze ou dezasseis dias e sua maturidade sexual é atingida aos três meses de idade.
A variedade Wistar deste rato, conhecido como rato-branco-de-laboratório, é muito usado em investigação científica e em testes laboratoriais. Foram-lhe seleccionadas características recessivas, como o albinismo.

## Nomenclatura e etimologia
Apesar de comprovadamente ter origem nas planícies do leste da Ásia, devido à acção humana a espécie Rattus norvegicus alastrou pelo mundo inteiro, transformando-se numa espécie invasora. Apesar de não se conhecer com precisão a data de chegada à Europa, as primeiras referências indubitáveis à espécie na literatura científica europeia datam do século XVIII. As primeiras descrições conhecidas na Grã-Bretanha referem a espécie como rato Hanover, aparentemente uma alusão pouco abonatória à então reinante Casa de Hanover. O binome Rattus norvegicus, que pode ser traduzido como rato-da-noruega, parece ter origem na crença de que a espécie teria chegado à Inglaterra por volta de 1728 num navio carregado de madeira proveniente da Noruega. Esta informação, hoje considerada errónea pois naquela data a espécie não tinha ainda atingido a Noruega, foi incluída pelo naturalista John Berkenhout na sua obra Outlines of the Natural History of Great Britain (Esboços da História Natural da Grã-Bretanha), publicada em 1769. A descrição contida naquela obra, considerada taxonomicamente válida, popularizou o termo impróprio e o binome atribuído por Berkenhout persiste.

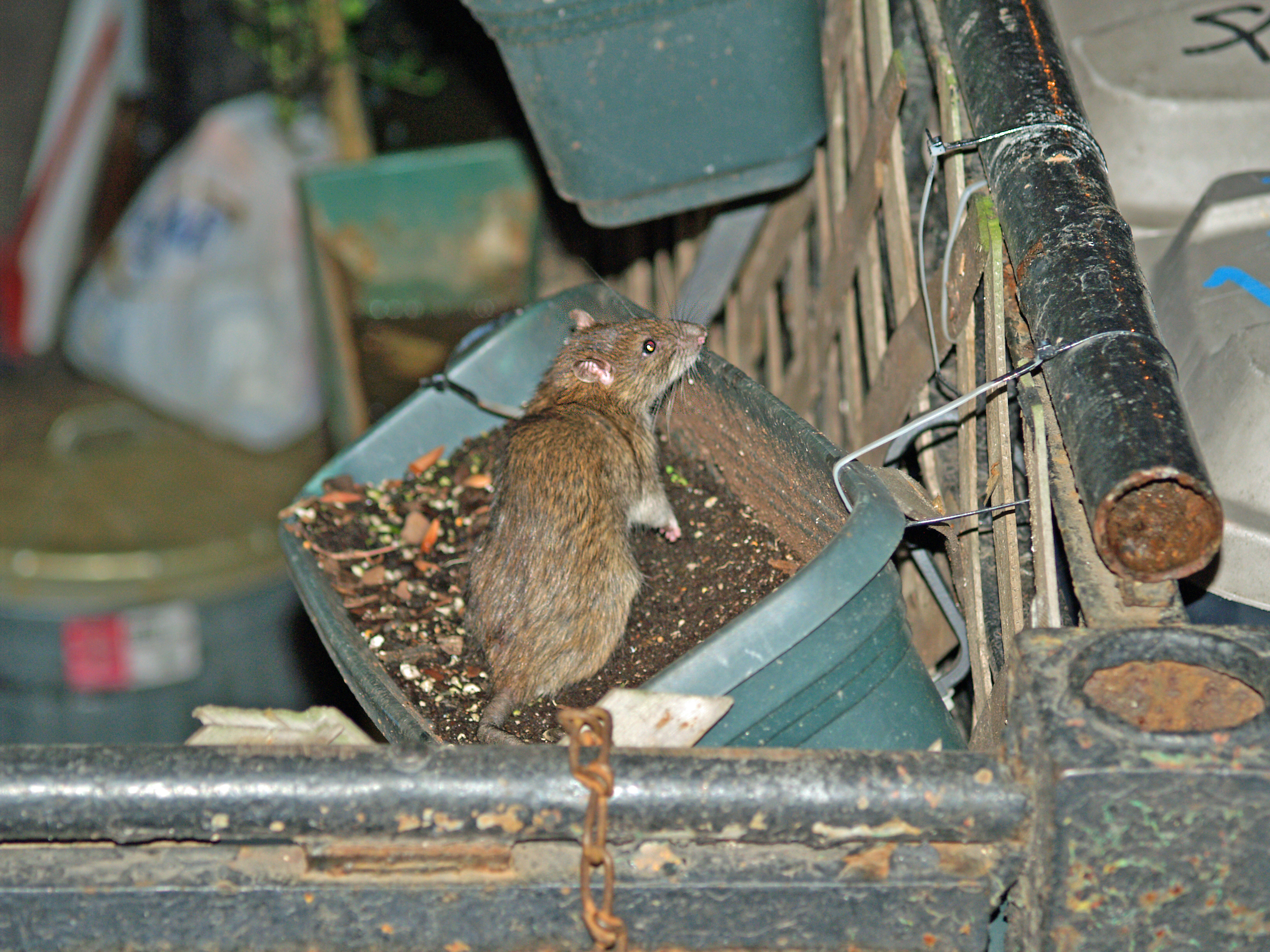
Ratazana da espécie Rattus norvegicus numa floreira em East Village, New York City.

Nas primeiras décadas do século XIX os académicos britânicos estavam cientes de que a espécie não era nativa da Noruega, levantando as hipóteses (hoje também consideradas incorrectas) que poderia ter vindo da Irlanda, de Gibraltar ou do outro lado do Canal da Mancha com os navios de Guilherme, o Conquistador. No início da década de 1850 já se tinha desenvolvido um entendimento mais claro sobre as origens asiáticas da espécie. O novelista britânico Charles Dickens reconheceu em 1888 a impropriedade do nome ao escrever no seu semanário All the Year Round:

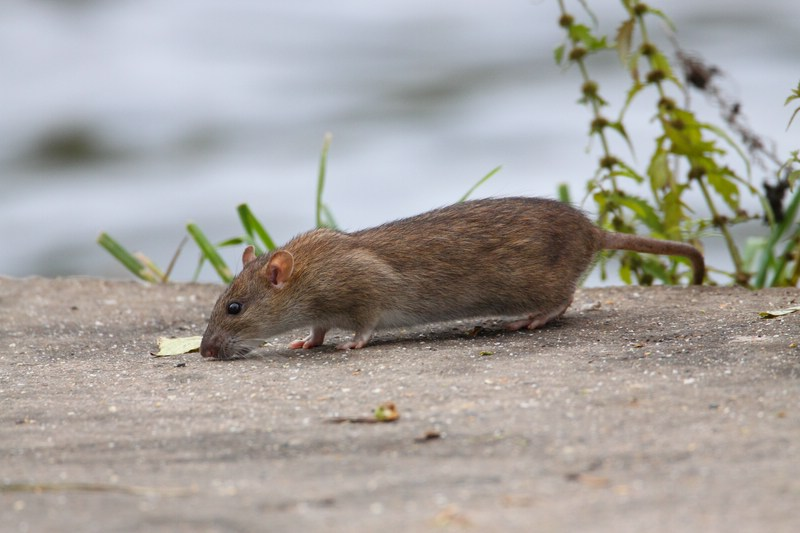
Exemplar adulto de R. norvegicus.

"Agora há um mistério sobre o país de origem da espécie mais conhecida de rato, a ratazana comum. É frequentemente chamada, em livros e de outra forma, o 'rato da Noruega', e diz-se ter sido importado para este país numa carga madeira trazida da Noruega por um navio. Contra esta hipótese está o facto de que quando a ratazana se tornou comum neste país, era ainda desconhecido na Noruega, embora haja um animal pequeno como um rato, mas que realmente é um lemming, que lá é nativo."

Pelos finais do século XIX, os académicos começaram a compreender a origem e corrigiram a etimologia do nome da espécie, como foi o caso do investigador norte-americano Alfred Henry Miles na sua obra Natural History:

"A ratazana é a espécie [de rato] comum na Inglaterra e a mais conhecida em todo o mundo. Diz-se ter viajado da Pérsia para a Inglaterra há menos de duzentos anos atrás e que se espalhou a partir daí para outros países visitados por navios ingleses."

Comparação entre as espécies Rattus rattus (rato-preto) com a ratazana (Rattus norvegicus).

Embora as origens e história da expansão desta espécie ainda não sejam conhecidas com precisão, por volta de meados do século XX, estava estabelecida entre os naturalistas a convicção de que a ratazana não se originara na Noruega, mas que a espécie viera da Ásia Central e (provavelmente) da China. Apesar disso, o nome comum de "rato-da-noruega" atribuído a esta espécie ainda se mantém em uso.

## Biologia e etologia
As ratazanas desta espécie têm comportamento noturno e são boas nadadoras, tanto na superfície como debaixo de água, e têm sido observadas escalando postes de metal redondos e afilados com vários metros de altura para alcançar dispositivos alimentadores de pássaros de jardim. Escavam com facilidade, construindo com frequência sistemas de tocas extensos e complexos. Um estudo de 2007 descobriu que estes animais possuem metacognição, uma habilidade mental antes só encontrada em humanos e em alguns outros primatas, mas uma análise mais aprofundada sugeriu que o comportamento identificado pode ter sido devido ao seguimento de princípios de simples condicionamento operante.

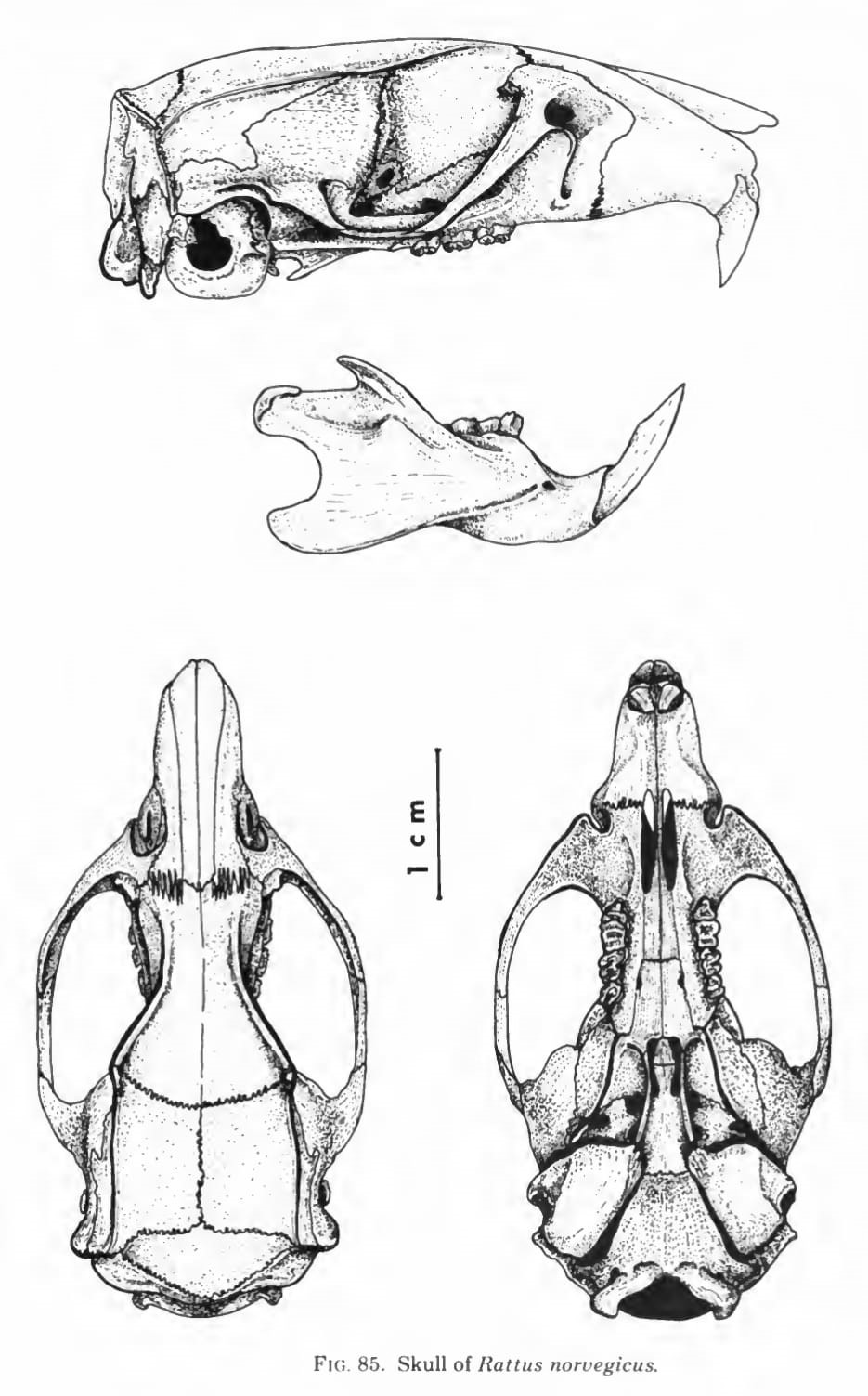
Crânio de R. norvegicus.

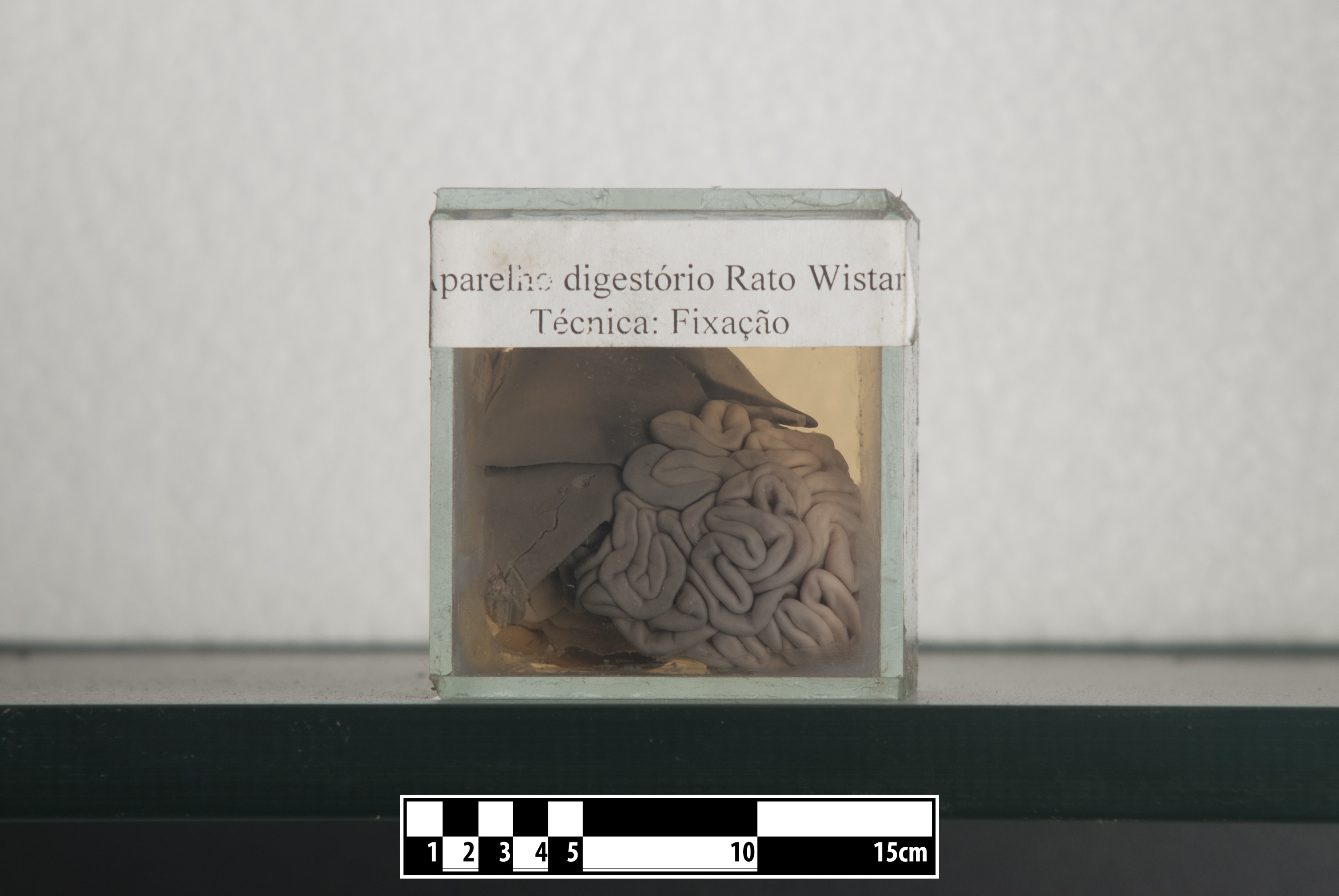
Sistema digestivo de Rattus norvegicus.

## Distribuição e habitat
A distribuição natural de espécie R. norvegicus antes da sua expansão e naturalização por sinantropia não é bem conhecida, mas seguramente a expansão partiu das planícies do leste da Ásia, mais precisamente da Mongólia e do norte da China, iniciando-se em força a partir da Idade Média europeia. A determinação do período histórico a partir do qual estas ratazanas se tornaram comensais em torno das populações humanas permanece sem resposta incontroversa, mas como espécie, R. norvegicus expandiu a sua área de distribuição e estabeleceu-se ao longo das rotas de migração humana, estando naturalizada em quase todas as regiões onde se estabeleceram populações humanas.
No que respeita à parte central e ocidental da Eurásia, a espécie pode ter já estado presente na Europa Central antes de 1553, conclusão que se pode retirar de uma ilustração e descrição publicada pelo naturalista suíço Conrad Gesner na sua obra intitulada Historiae animalium, publicada entre 1551 e 1558. Apesar da descrição de Gesner se poder aplicar igualmente à espécie Rattus rattus, o rato-negro, a sua menção de uma larga proporção de espécimes com albinismo, situação não incomum entre as populações selvagens de R. norvegicus, aumenta a credibilidade desta conclusão. Fontes confiáveis datadas do século XVIII permitem afirmar com certeza que R. norvegicus já estava presente na Irlanda em 1722, na Inglaterra em 1730, na França em 1735, na Alemanha em 1750 e na Espanha em 1800, tornando-se muito difundido durante a Revolução Industrial. A espécie não atingiu a América do Norte até 1750–1755.
À medida que a espécie se foi expandindo a partir do leste asiático, as populações de R. norvegicus tenderam a substituir as populações de R. rattus em torno das habitações humanas. A nova espécie, para além de ser mais corpulenta e mais agressiva, foi favorecida pela progressiva mudança dos edifícios, que tenderam a evoluir de estruturas em madeira com telhados de colmo para estruturas em alvenaria de pedra ou tijolo com telhados, beneficiando as ratazanas capazes de escavar tocas e de viver em buracos face àquelas, como R. rattus, melhor adaptadas à vida sobre as árvores. Para além disso, R. norvegicus é capaz de aproveitar uma maior variedade e alimentos e é mais resistente a situações climáticas extremas.
Quando a espécie se instala na ausência de populações humanas, a espécie R. norvegicus prefere ambiente úmidos, com muita disponibilidade de águas, tais como as margens dos rios e a periferia de zonas húmidas. Contudo, dado que a vasta maioria destes ratos vive actualmente em sinantropia, as suas populações preferem ambientes construídos pelos humanos onde exista água e o alimento esteja próximo, em especial as redes de esgotos domésticos, as margens de cursos de água ricas em resíduos, as lixeiras e escombreiras e ambientes similares, desde que exista água nas proximidades.
Um aforismo muitas vezes repetido diz que «existem tantos ratos nas cidades quanto pessoas», mas na realidade o número de ratos nos ambientes urbanos varia grandemente, dependendo das características da cidade, da higiene urbana e do nível de vida da sua população humana e do clima, entre outros factores. Os espécimes de R. norvegicus residentes nas cidades tendem a não vaguear extensivamente, muitas vezes permanecendo num raio de 20 m em torno do seu ninho se uma fonte de alimento adequado está disponível, mas podem explorar áreas maiores quando a disponibilidade de alimentos seja menor.
Uma das cidades onde parece ser grande a população de ratazanas é New York, existindo um constante debate sobre o número de roedores que nela existe, com estimativas que variam de cerca de 100 milhões a apenas 250 000. Os peritos afirmam que New York é uma cidade particularmente atractiva para ratazanas devido à sua infraestrutura envelhecida, elevada disponibilidade de água e altas taxas de pobreza urbana. Para além dos esgotos, as ratazanas encontram habitat favorável em becos ricos em lixo e em edifícios residenciais mal mantidos, locais onde há geralmente uma disponibilidade contínua e abundante de alimento.
No Reino Unido, algumas estimativas apontam para um aumento da população de ratazanas, com estimativas que apontam para uma população de R. norvegicus superior a 81 milhões de indivíduos.  Esse número significaria que há 1,3 ratazanas por pessoa naquele país, sendo que as elevadas densidades populacionais de ratazanas no Reino Unido são atribuídas ao clima ameno, o que lhes permite taxas de sobrevivência elevadas durante os meses de inverno.
A nível mundial, as únicas zonas livres de R. norvegicus são a Antártida, algumas regiões das costas do Árctico, algumas ilhas especialmente isoladas, a Província de Alberta do Canadá, e certas áreas de conservação na Nova Zelândia.
A Antártida é um continente quase totalmente coberto pelo gelo e não tem habitantes humanos permanentes, tornando-o inabitável para as ratazanas. O Ártico tem invernos extremamente frios a que as ratazanas não podem sobreviver ao ar livre, e a densidade populacional humana é extremamente baixa, o que torna difícil para as ratazanas viajar de um habitação para outra, apesar de terem chegado a muitas zonas costeiras entre as cargas transportados por navios. Quando uma ocasional infestação de ratazanas é encontrada e eliminada, as ratazanas são incapazes de reinfestar o local a partir de outro adjacente. Em ilhas isoladas também tem sido possível eliminar populações de ratazanas por causa da baixa densidade da população humana e da distância geográfica a outras populações de ratazanas.
Existem algumas raras experiências de manutenção de áreas livres da infestação por R. norvegicus e alguns pequenos territórios onde foi possível a sua erradicação. Os casos mais conhecidos são os seguintes:
- A ilha Hawadax (mais conhecida por Rat Island), no Alaska, foi infestada por R. norvegicus aquando do naufrágio de um navio japonês na sua costa, ocorrido em 1780. A presença dos roedores teve um efeito devastador sobre as populações de aves nativas, em particular sobre as aves marinhas. Em 2007 foi iniciado um programa de erradicação e a ilha foi declarada livre de ratos em Junho de 2009;
- A província de Alberta, no Canadá, é a maior área habitada livre de ratazanas que se conhece. Até ao presente foi possível manter sob controlo as invasões de ratazanas, sendo os focos de infestação eliminados através de medidas governamentais de desratização muito agressivas, que se iniciaram na década de 1950;[32][33][34]
- Na Nova Zelândia existem diversas zonas livres de ratazanas destinadas a proteger a biodiversidade através da eliminação dos efeitos das ratazanas sobre a fauna e a flora nativas. Os primeiros espécimes de R. norvegicus chegaram às ilhas antes de 1800, talvez a bordo dos navios de James Cook,[35] transformando-se numa das mais importantes ameaças à sobrevivências de muitas espécies nativas da Nova Zelândia. A introdução de programas agressivos de desratização visando a eliminação das populações de ratazanas levou à criação de ecossistemas livres de ratazanas nas ilhas e ilhéus situados ao longo das costas das ilhas. Também está em curso um programa que visa manter nas áreas protegidas um conjunto de "ilhas ecológicas" livres de ratazanas em espaços especialmente vedados de forma a evitar a sua entrada;
- A ilha Campbell, uma ilha oceânica situada a sul da Nova Zelândia, era conhecida como o território com maior densidade de ratazanas em todo o mundo, o que levou à extinção de boa parte das populações de aves que a habitavam. Em 2001 foi lançado um programa de desratização da ilha, o qual permitiu que diversas espécies de aves recolonizassem a ilha.[36]

### O caso de Alberta
A manutenção do território da Província de Alberta livre de ratazanas merece particular atenção dado o sucesso das políticas de controle da infestação e de desratização que foram seguidas. A única espécie de Rattus que é capaz de sobreviver no clima de Alberta é a espécie R. norvegicus, que, ainda assim, apenas encontra habitat adequado que lhe permita a sobrevivência na região de pradarias da província, tendo aí necessariamente de recorrer ao abrigo em edifício para invernagem. Essas condições naturais limitam a área onde a infestação é possível e criam uma dependência em relação aos edifícios que tem sido aproveitada na desratização.
Embora seja uma importante área agrícola, Alberta está longe de qualquer porto de mar e apenas uma parte da sua fronteira oriental com Saskatchewan oferece uma rota de entrada favorável às ratazanas. Os ratos, mesmo os da espécie R. norvegicus, não conseguem sobreviver na natureza na região de floresta boreal que rodeia o seu território pelo norte, pelo oeste as Montanhas Rochosas constituem uma barreira difícil de transpor, e a sul não conseguem cruzar as planícies semi-áridas das High Plains de Montana. Devido a este isolamento natural, a primeira ratazana não alcançou Alberta até 1950, e em 1951, a província lançou um programa de controle de roedores, que incluiu o abate a tiro, o envenenamento e gaseamento das ratazanas. Os edifícios infestados que não podiam com segurança ser desratizados foram sujeitos a demolição ou queimados. O esforço foi reforçado pela legislação que exigia que cada pessoa e cada município colaborassem na erradicação e na prevenção do estabelecimento de um conjunto de pragas, entre as quais as ratazanas. Em caso de incumprimento, o governo provincial poderia levar a cabo as medidas necessárias e cobrar os custos ao proprietário do terreno ou ao município.
No primeiro ano de funcionamento do programa de desratização, foram utilizadas 64 t de trióxido de arsénio, espalhadas por 8 000 edifícios em explorações agrícolas ao longo da fronteira com Saskatchewan. Em 1953 foi introduzido um rodenticida muito mais seguro e eficaz, a warfarina, o qual veio substituir o arsénio. A warfarina é um anticoagulante aprovado para uso farmacêutico em 1954, sendo muito mais seguro que o arsénio para utilização em espaços onde existam humanos ou outros grandes animais. Em 1960, o número de infestações por ratazanas em Alberta tinha caído para menos de 200 por ano. Em 2002, a província finalmente conseguiu registar um ano sem qualquer infestação por ratazanas, e de 2002 a 2007 só ocorreram duas infestações. Após ter sido descoberta em 2012 uma infestação por ratazanas no aterro sanitário de Medicine Hat, o estatuto da província como região livre de ratazanas foi questionado, mas os especialistas em desratização do governo provincial utilizaram maquinaria de escavação, removeram por escavação, abateram a tiro ou envenenaram 147 ratazanas naquele aterro, e após essa operação não foi ali detectada qualquer ratazana viva. Em 2013, o número de infestações por ratazanas em Alberta caiu novamente para zero. Alberta define uma infestação como duas ou mais ratazanas encontradas na mesma localização, pois uma única ratazanas não se pode reproduzir. Em média, cerca de uma dúzia de ratazanas isoladas entram em Alberta em cada ano e são abatidas pelos especialistas em desratização do governo provincial antes de se poderem reproduzir.
Apenas os jardins zoológicos, universidades e instituições de investigação científica devidamente acreditadas estão autorizadas a manter ratazanas em cativeiro em Alberta. A posse de ratos e de ratazanas sem licença, incluindo a posse de ratinhos como animal de estimação, é punível com uma multa de até $5 000 ou com até 60 dias de prisão.
A província adjacente de Saskatchewan, igualmente sem costa marítima, iniciou um programa de de controlo da infestação de ratazanas em 1972, e conseguiu reduzir substancialmente o número de ratazanas no seu território, apesar de ainda não ter conseguido a sua eliminação. O programa de desratização de Saskatchewan reduziu substancialmente o número de ratazanas que entram em Alberta.

## Doenças
Tal como acontece com outras espécies de roedores, R. norvegicus são transportadores e podem agir como vectores de um elevado número de patógenos, incluindo vários que podem causar doença em humanos, como a leptospirose, a estreptobacilose (a febre da mordedura do rato), a criptosporidiose, a febre hemorrágica viral, a febre Q e o síndrome pulmonar por hantavírus.
No Reino Unido, as ratazanas da espécie R. norvegicus são um importante reservatório de Coxiella burnetii, a bactéria que causa a febre Q, com a seroprevalência para esta bactéria a atingir 53% dos indivíduos em algumas populações de ratazanas.
A espécie pode também servir de reservatório para Toxoplasma gondii, o parasita que causa  toxoplasmose em humanos, apesar da doença ser normalmente apenas transmitida das ratazanas para os humanos quando gatos domésticos ingerem espécimes de R. norvegicus infectados. Este parasita apresenta sinais de uma longa coevolução com R. norvegicus, existindo evidências de que o parasita evoluiu no sentido de alterar a percepção que as ratazanas infectados têm dos gatos, reduzindo o medo e a tendência de fuga, tornando-os mais susceptíveis à predação e aumentando assim a probabilidade de transmissão do parasita da ratazana para o gato.
Os resultados de estudos feitos em populações e espécimes isolados de R. norvegicus em todo o mundo têm demonstrado que esta espécie está muitas vezes associada a surtos de triquinose, mas a prevalência da transmissão pelas ratazanas de larvas de Trichinella para os humanos e outros animais sinantrópicos parece ser pequena. Trichinella pseudospiralis, um parasita anteriormente não considerado como um potencial patógeno em humanos ou animais domésticos, foi descoberto como sendo patogénico para os humanos, sendo transportado e transmitido pelos ratos.
As populações de R. norvegicus são por vezes erroneamente consideradas como o principal reservatório da peste bubônica, a provável causa da Peste Negra da Idade Média europeia. Contudo, a bactéria responsável por esta doença, Yersinia pestis, está em geral presente apenas em algumas espécies de roedores e é geralmente transmitida zoonoticamente pela pulga-do-rato (Xenopsylla cheopis, o vector primário da peste bubónica, e Nosopsyllus fasciatus, um vector menor). As espécie de roedores cujas populações presentemente mais frequentemente agem como reservatório incluem as espécies dos géneros Spermophilus (esquilos-terrestes) e Neotoma (ratos do campo). Contudo, as ratazanas da espécie R. norvegicus podem adoecer com a peste, e através das pulgas transmiti-la, tal como várias espécies de mamíferos não roedores, incluindo cães, gatos e humanos. O portador original das pulgas infectadas com a peste que se julga ter sido a causa da Peste Negra foi o rato-negro (Rattus rattus), e tem sido defendida a tese que a redução nas populações de R. rattus causada pela introdução na Europa de R. norvegicus levou a uma redução na prevalência de peste bubónica entre as populações europeias. Contudo essa teoria tem vindo a ser abandonada, pois as datas dessas alterações na população de ratazanas não parecem coincidir com o aumento e decréscimo dos surtos de peste.

## Utilização em cativeiro
Usos em investigação científica
A criação seletiva de ratazanas albinas resgatadas de entre as ratazanas que eram criadas em alguns países do noroeste europeu, nomeadamente na Grã-Bretanha, para serem utilizadas numa forma de desporto sangrento, agora proscrito, conhecido por iscagem (rat-baiting) produziu as raças de ratazanas albinas actualmente conhecidas como ratos de laboratório. Como ocorre com os murganhos, estas ratazanas são frequentemente utilizadas em experimentação biológica, farmacológica, médica e psicológica e em outras actividades de investigação científica, e constituem um importante organismo modelo. A sua utilização é particularmente atractiva porque atingem rapidamente para a maturidade sexual, reproduzindo-se facilmente, e são fáceis de manter e de reproduzir em cativeiro. Quando os biólogos modernos se referem a "ratos" no contexto da experimentação, quase sempre aludem à espécie Rattus norvegicus.
Animais de estimação
Espécimes de raças especialmente seleccionadas de R. norvegicus são mantidos como animais de estimação em muitas partes do mundo. A Austrália, o Reino Unido e os Estados Unidos são apenas alguns dos países em que se formaram associações destinadas à promoção destes ratos como animais de companhia, com uma natureza semelhante ao American Kennel Club, as quais estabelecem normas e estalões para reconhecimento das raças, organizam eventos, incluindo exposições e competições, e promovem a posse responsável destes animais de companhia.
Os muitos tipos e raças diferentes de ratazanas domesticadas incluem grandes variações na coloração e nos padrões de pelagem, bem como no tipo de pelo, tais como as variedades 'Hairless' ou 'Rex'. Mais recentemente foram desenvolvidas variações no tamanho do corpo e na estrutura corporal, incluindo variedades anãs e ratazanas sem cauda.
Ratazanas para fins económicos
Ratazanas da espécie R. norvegicus são utilizadas como animais de trabalho, treinadas para desempenhar tarefas que vão desde a detecção de resíduos de explosivos a usos terapêuticos e como animal amestrado em espectáculos circenses e outros. As ratazanas são também uma importante fonte de proteína em algumas comunidades asiáticas, sendo criadas para fins alimentares.

## Cultura popular
- Ratzilla — em 2014, uma ratazana da espécie R. norvegicus excepcionalmente grande, com um comprimento corporal de 40 cm excluindo a cauda e com um peso de 1 kg, foi capturada numa residência de Estocolmo e foi apelidada de Ratzilla, gerando uma história que se tornou viral nas redes sociais.[56][57]